# Pyrenaria spectabilis
Pyrenaria spectabilis är en tvåhjärtbladig växtart som först beskrevs av Champion, och fick sitt nu gällande namn av Cheng Yih Wu och S. X. Yang. Pyrenaria spectabilis ingår i släktet Pyrenaria och familjen Theaceae. Utöver nominatformen finns också underarten P. s. greeniae.